# Ритуальні послуги
Ритуа́льні по́слуги — послуги, пов'язані з організацією поховання та облаштуванням місця поховання, у тому числі організація похорону, бальзамування, санітарна і косметична обробка трупів; поховання та перепоховання; послуги крематоріїв; догляд за могилою; виготовлення трун.
Комплекс ритуальних послуг надається для того, щоб допомогти родичам покійного організувати і провести похорон, попрощатися із близькою людиною.
Смерть близької людини це завжди горе і скорбота. У різних релігіях і обрядах в різні історичні епохи ставлення до смерті було неоднозначним. Але завжди проводились ритуальні обряди, пов'язані з похороном.